# Perry megye (Alabama)
Perry megye az Amerikai Egyesült Államokban, azon belül Alabama államban található. Az állam nyugati-középső részén található Perry megye Alabama Fekete Öv régiójának része. A polgárjogi vezető, Coretta Scott King Heiberger ben született, és a Marionban lévő Lincoln Normal School-ba járt, amely egyben a Marion Katonai Intézet és a mára megszűnt Judson College otthona is. Perry megyét egy választott öttagú bizottság irányítja, és magában foglalja Marion és Uniontown közösségeit is. Zitella Cocke,Louise Clarke Pyrnelle,John Trotwood Moore,Mary Ward Brown és Florence Glass Palmer irodalmi alakok is Perry megyéböl származnak, csakúgy, mint William Garrott Brown történész és AN Johnson politikus és üzletember. Megyeszékhelye és legnagyobb városa Marion. Lakosainak száma 8511 fő (2020. április 1.). Perry megye Bibb, Chilton, Dallas, Marengo és Hale megyékkel határos.

## Történet
Perry megyét Alabama törvényhozása hozta létre 1819. december 13-án a Creek indiánoktól az 1814-es Fort Jackson-i Szerződésben megszerzett földterületekből. Nevét Oliver Hazard Perry Rhode Island-i katonáról, az 1812-es háború hőséről kapta. Amikor a területet hivatalosan megnyitották a letelepülni vágyók előtt, telepesek érkeztek Carolinából, Georgia-ból és Tennessee-ből. A környék első városai Muckle's Ridge (ma Marion néven ismert), Perry Ridge, Uniontown (eredeti nevén Woodville) és Heiberger voltak.
Az első bírósági házat, egy faházat Perry Ridge-ben emelték, amely körülbelül hét mérföldre délkeletre található a mai Mariontól. A megye hamar rájött, hogy központibb fekvésű megyeszékhelyre van szükség, és 1823-ban Marion lett a megyeszékhely. A mai bíróság helyén egy kétszintes faházat emeltek. Nem sokkal ezután, 1837-ben egy szerény téglaépület váltotta fel a gerendaházat. 1854-ben megkezdték az új, márvány-téglából épült, görög újjászületéskori bíróság építését. Az épület mindkét végét kétszintes karzat szegélyezte, hat ión oszloppal pedig a hatalmas oromfalakat. Az épület 1856-ban készült el, 1954-ben és 2012-ben felújításon esett át. Ma is a megyei bíróság épületeként működik. A megye a Fekete-övezet egyik fő oktatási központja lett. A baptisták megalapították a Judson College-t (1838) és a Howard College-ot (1842). A Lincoln Normal School-t 1867-ben alapították felszabadított rabszolgák afroamerikai gyerekek iskolájaként. Később Montgomery be költözött, és az Alabama Állami Egyetem nevet kapta. Lincoln Normal School helyén jelenleg egy múzeum működik, amely a Lincoln Iskolával kapcsolatos történelmi emlékeket tárolja. A Marion Military Institute kampuszának számos épülete még a polgárháború előtti építésű, és 1857-ben épült kápolnája a háború alatt konföderációs kórházként működött. A polgárjogi korszakban egy Marionban történt incidens váltotta ki a Selma to Montgomery Marchot és az azt követő 1965-ös szavazati jogról szóló törvényt. A baptisták Mariont az egész államra kiterjedő újság központjává és a Déli Baptista Konvent otthoni missziói testületének első helyszínévé is tették.

## Népesség
A 2020-as népszámlálási becslések szerint Perry megye lakossága 8511 volt. A válaszadók 67,8 százaléka afroamerikainak, 30,2 százaléka fehérnek, 1,6 százaléka spanyolajkúnak, 0,9 százaléka két vagy több rassznak, 0,6 százaléka ázsiainak, 0,4 százaléka indiánnak és 0,1 százaléka hawaiinak vagy csendes-óceáni szigetlakónak vallotta magát. Marion megyeszékhely a legnagyobb város, lakossága 3196 főre becsülhető. A megye másik jelentős lakossági központja Uniontown. A háztartások medián jövedelme 23 875 dollár volt, szemben az állam egészére vonatkozó 52 035 dollárral, az egy főre jutó jövedelem pedig 13 833 dollár volt, szemben az állam egészének 28 934 dollárjával.
A megye népességének változása:
| Lakosok száma | 10 534 | 10 513 | 10 194 | 10 020 | 9652 | 8511 |
|               | 2010   | 2011   | 2012   | 2013   | 2015 | 2020 |

## Gazdaság
Alabama megyéinek többségéhez hasonlóan Perry megyében is a gazdálkodás volt az uralkodó foglalkozás egészen a huszadik századig. A Canebrake régió, a Fekete Öv Marion és Demopolis közötti szakaszán Alabama leggazdagabb talaja található. A gyapot egészen a huszadik századig a megye legnagyobb terménye maradt, bár a kukorica és az édesburgonya is fontos növény volt. A tizenkilencedik század végén és a huszadik század elején az állattenyésztés a megye gazdaságának fontos részévé vált. A szomszédos megyéktől eltérően Perry megye nem sokat profitált a huszadik század közepének iparosodási fellendüléséből, nagyrészt vidéki és mezőgazdasági maradt, és ez a helyzet ma is.

## Foglalkoztatás
A 2020-as népszámlálási becslések szerint Perry megyében a munkaerő a következő ipari kategóriák között oszlik meg:
- Oktatási szolgáltatások, valamint egészségügyi és szociális segélyek (23,9 százalék)
- Művészetek, szórakoztatás, rekreáció, valamint szállás- és étkezési szolgáltatások (22,7 százalék)
- Feldolgozóipar (12,8 százalék)
- Szállítás és raktározás, valamint közművek (8,4 százalék)
- Kiskereskedelem (8,1 százalék)
- Közigazgatás (5,4 százalék)
- Építőipar (4,7 százalék)
- Szakmai, tudományos, gazdálkodási, valamint adminisztratív és hulladékgazdálkodási szolgáltatások (4,5 százalék)
- Egyéb szolgáltatások, kivéve a közigazgatást (4,1 százalék)
- Mezőgazdaság, erdőgazdálkodás , halászat és vadászat , valamint kitermelő (3,9 százalék)
- Nagykereskedelem (1,5 százalék)

## Oktatás
A Perry megyei iskolarendszer négy általános és középiskolát felügyel. 2021-es bezárásáig a marioni Judson College volt Alabama egyetlen női főiskolája (és a második legrégebbi női főiskola délen). Az 1842-ben Howard College néven alapított Marion Military Institute (ahogyan a Howard College Birminghambe költözött és átnevezték Samford Egyetemre ) az ország legrégebbi kétéves katonai főiskolája, amely férfi és női kadétokat egyaránt képez.

## Földrajz
A körülbelül 719 négyzetmérföldes Perry megye az állam nyugati-középső részén fekszik. Az atlanti-síkság Coastal Plain fiziográfiai szakaszának része. Északi erdői az Appalache-hegység hátsó végét borítják, a dombok és völgyek pedig a megye déli felében a füves prérieknek és a Fekete-övezet mezőgazdasági területeinek adják át a helyüket. A megye északon Bibb megyével, keleten Chilton megyével, délkeleten Dallas megyével, délnyugaton Marengo megyével és nyugaton Hale megyével határos.
A megye közepén halad át a Cahaba folyó, Észak-Amerika egyik legveszélyeztetettebb folyója. A Cahaba az általa támogatott fajok számát tekintve Alabama egyik legváltozatosabb folyórendszere, amelyek közül 69 ritka és veszélyeztetett. Tíz hal- és kagylófaj fenyegetett vagy veszélyeztetett. A Cahaba folyó számos mellékfolyója fut végig a megyében, festői kilátást és kikapcsolódási lehetőséget kínálva.
Az US Highway 80 kelet-nyugati irányban halad Perry megye legdélibb részén. A Marionban található Perry County repülőtér és az Uniontown Municipal Airport a megye két nyilvános repülőtere.

## Események és látnivalók
Perry megye számos kikapcsolódási lehetőséget kínál a látogatók számára. A Talladega Nemzeti Erdő, a megye északi és északkeleti részén, 375 000 hektáron terül el az Appalache-hegység déli peremén. A zord hegyek, erdők, vízesések és patakok különféle lehetőségeket kínálnak a látogatók számára kempingezésre, túrázásra, horgászatra és madárlesre. A Perry Lakes Park és a Barton's Beach Cahaba River Preserve Marion közelében szabadtéri parkkal és természetvédelmi területtel is rendelkezik. A látogatók túrázhatnak és piknikezhetnek a park értelmező tanösvényein, ahonnan több mint 60 őshonos fafajra nyílik kilátás.
A történelmi Marion számos fontos nyilvános múzeumnak és kulturális központnak ad otthont. Az Alabama Military Hall of Honor Múzeumban portrétáblák láthatók a beiktatott személyekről és katonai műtárgyakról. Az 1832-ben épült épület kezdetben John Lockhart ügyvédi irodájaként működött. Az épületet ezt követően 1968-ig Marion városházaként használták. 1988-ban az épületet a Marion Katonai Intézetbe költöztették, ahol felújították és megőrizték, és továbbra is múzeumként szolgálja a közösséget. 2021-es bezárásáig a Judson College A. Howard Bean Hallja az alabamai Női Hírességek Csarnokának adott otthont; most a Nyugat-Alabamai Egyetem ad otthont ennek . Állandó tiszteletbeli helyként szolgál Alabama legkiválóbb nőinek, köztük Helen Keller -nek, Julia Strudwick Tutwiler -nek és Tallulah Bankhead -nek.
Perry megye számos történelmi oktatási intézménynek ad otthont. A marioni női szemináriumot 1836-ban alapították leányiskolaként. A porosz bevándorló, Nicola Marschall , akinek általában az első konföderációs zászló és a konföderációs egyenruha megtervezését tulajdonítják, művésztanár volt az iskolában. A látogatók bejárhatják a Judson College kampuszát és az eredeti női szeminárium épületét Marionban, amelyben ma a Perry County Historical Society és a Perry County High School Alumni Association működik.
A megyében több fontos történelmi ház is található. Coretta Scott King -nek, Martin Luther King Jr. feleségének családi háza Marionban található. Marion közelében található a Carlisle Hall, más néven Kenworthy Hall 1860-ban fejezték be, és az egyik legjobb példája az olasz villa stílusának Alabamában.

 Az 1830-as években épült Governor's House volt Alabama első polgárháborús kormányzójának, Andrew Barry Moore-nak az otthona. A Huntington-Watters ház alagsora (1835 körül) Nathan Bedford Forrest tábornok konföderációs főhadiszállásaként szolgált, aki a háborúról szóló beszámolókat az alagsori falakra írva hagyta. További fontos helyszínek közé tartozik a Holmestead Plantation (más néven Moore-Webb-Holmes Plantation ), amely valószínűleg az egyetlen működő ültetvény az államban; a Lockett-Martin Ház, az 1840-es évek háza, ahol több Marion-i nő varrta a Konföderáció eredeti "csillagok és rudak" zászlaját; és a King-Colburn ház, egy 1819-es egyszintes emelt nyaralóépület, amely ritkán látható a Fekete Övben. A Reverie Historic Home (1858) egy magántulajdonban lévő házmúzeum a West Marion történelmi negyedben.